# Panorama Heights (California)
Panorama Heights es un lugar designado por el censo ubicado en el condado de Tulare en el estado estadounidense de California. En el año 2010 tenía una población de 41 habitantes.

## Geografía
Panorama Heights se encuentra ubicado en las coordenadas 35°48′24.36″N 118°37′37.39″O / 35.8067667, -118.6270528.